# Нова Земля (Севастополь)
Нова Земля — колишній населений пункт біля Севастополя. Розташовувався на березі моря, приблизно за 3,5 кілометри на південь від Комишової Бухти.

## Історія
Вперше в історичних документах назва поселення Нова Земля згадується у 1793 році у праці Петера-Симона Палласа «Спостереження, зроблені під час подорожі південними намісництвами Російської держави».
У путівнику Р. Р. Москвича 1911 року згадана місцевість Нова Земля приблизно у районі Круглої бухти.
Знову назва, як селище Нова Земля чи Новоземельські хутори, зустрічається 21 січня 1921 року у рішенні створення Балаклавського району. 11 жовтня 1923 року, за постановою ВЦВК, до адміністративного поділу Кримської АРСР було внесено зміни, внаслідок яких було ліквідовано Балаклавський та створено Севастопольський район.
За Списком населених пунктів Кримської АРСР за Всесоюзним переписом 17 грудня 1926 року, в селі Нова Земля, центрі Новоземельської сільради Севастопольського району було 27 дворів, з них 26 селянські, населення становило 117 осіб (71 чоловік та 46 жінок). У національному відношенні враховано: 84 росіян, 24 українці, 1 німець, 1 естонець, 7 записані у графі «інші».
Новоземельська селищна рада фігурує у документах із квітня 1925 року до 1939 року.
До складу ради входили: село Херсонеський музей, радгоспи Георгіївський монастир та Максимів, 14 хуторів (у тому числі Комишська бухта, Кругла Бухта Омега, Георгіївський монастир, П'ятницький Район та Стрілецька Бухта), шосейна будка та англійський цвинтар (Ташли-Яр).
Час включення села до межі Севастополя поки не встановлений.